# Allium pseudoalbidum
Allium pseudoalbidum là một loài thực vật có hoa trong họ Amaryllidaceae. Loài này được N.Friesen & Özhatay mô tả khoa học đầu tiên năm 1998.